# Перри, Небию
Небию Сандэнс Перри (англ. Nebiyou Sundance Perry; род. 2 октября 1999, Нью-Йорк, Нью-Йорк) — американский и шведский футболист, полузащитник шведского «Эстерсунда».

## Клубная карьера
В семилетнем возрасте приехал в Швецию. Футболом начал заниматься в клубе «Васалунд» в 2009 году. Перед сезоном 2013 года перебрался в академию столичного АИК, где стал выступать за юношеские команды клуба. 6 июля 2017 года дебютировал за основную команду в матче квалификационного раунда Лиги Европы с фарерским «КИ Клаксвик», выйдя после перерыва вместо Стефана Исидзаки. В январе 2018 года перешёл в немецкий «Кёльн». В первом сезоне выступал в составе юношеской команды клуба. В следующем сезоне принимал участие в матчах второй команды клуба в немецкой региональной лиге. В общей сложности провёл пять встреч за команду, в которой забитыми мячами не отметился.
В марте 2019 года на правах аренды перешёл в «Треллеборг», выступающий в Суперэттане. Первую игру в составе клуба провёл 30 марта в домашней игре с ГАИС, когда Перри на 75-й минуте вышел на поле вместо Феликса Хёрберга. 6 мая забил первый гол в матче с «Фреем», сравняв счёт на 5-й компенсированной ко второму тайму минуте. За время аренды сыграл семь игр и забил один мяч.
В июле 2019 года перешёл в «Эстерсунд», подписав с командой трёхлетний контракт. 3 августа дебютировал в чемпионате Швеции во встрече очередного тура против «Эскильстуны», появившись на поле в стартовом составе и на 74-й минуте уступив место Лудвигу Фрицсону.

## Карьера в сборной
В мае 2016 года в составе сборной Швеции принимал участие в юношеском чемпионате Европы в Азербайджане, где вместе со сборной дошёл до четвертьфинала турнира, сыграв во всех четырёх играх.

## Клубная статистика
| Выступление      | Выступление               | Выступление      | Лига | Лига | Кубки | Кубки | Конт. кубки | Конт. кубки | Итого | Итого |
| Клуб             | Лига                      | Сезон            | Игры | Голы | Игры  | Голы  | Игры        | Голы        | Игры  | Голы  |
| ---------------- | ------------------------- | ---------------- | ---- | ---- | ----- | ----- | ----------- | ----------- | ----- | ----- |
| АИК              | Аллсвенскан               | 2017             | 0    | 0    | 0     | 0     | 1           | 0           | 1     | 0     |
| АИК              | Итого                     | Итого            | 0    | 0    | 0     | 0     | 1           | 0           | 1     | 0     |
| Кёльн II         | Региональная лига «Запад» | 2018/19          | 5    | 0    | 0     | 0     | 0           | 0           | 5     | 0     |
| Кёльн II         | Итого                     | Итого            | 5    | 0    | 0     | 0     | 0           | 0           | 5     | 0     |
| Треллеборг       | Суперэттан                | 2019             | 7    | 1    | 0     | 0     | 0           | 0           | 7     | 1     |
| Треллеборг       | Итого                     | Итого            | 7    | 1    | 0     | 0     | 0           | 0           | 7     | 1     |
| Эстерсунд        | Аллсвенскан               | 2019             | 6    | 0    | 1     | 0     | 0           | 0           | 7     | 0     |
| Эстерсунд        | Аллсвенскан               | 2020             | 26   | 1    | 4     | 0     | 0           | 0           | 30    | 1     |
| Эстерсунд        | Аллсвенскан               | 2021             | 7    | 2    | 0     | 0     | 0           | 0           | 7     | 2     |
| Эстерсунд        | Итого                     | Итого            | 39   | 3    | 5     | 0     | 0           | 0           | 44    | 3     |
| Всего за карьеру | Всего за карьеру          | Всего за карьеру | 51   | 4    | 5     | 0     | 1           | 0           | 57    | 4     |